# 河野太通
河野 太通（こうの たいつう、1930年 - ）は、日本の臨済宗の僧侶、師家、臨済宗妙心寺派の元管長(2010年-2014年)、全日本仏教会前会長（2010年 - 2012年）。室号は又玄窟（ゆうげんくつ）。道号は太通、法諱は祖玄。俗姓は河野。姫路市網干にある、不生禅で有名な盤珪永琢国師ゆかりの臨済宗妙心寺派の龍門寺住職。大分県出身。

## 略歴
- 1930年、大分県に生まれる
- 1948年、中津市の松巖寺で出家
- 1953年、花園大学仏教学科卒業、祥福寺僧堂で修行、山田無文老師に師事
- 1966年、禅文化研究所所員に就任
- 1967年、花園大学非常勤講師に就任
- 1972年、松巖寺住職に就任
- 1977年、祥福寺専門僧堂師家に就任
- 1994年、花園大学学長に就任
- 2004年、龍門寺住職に就任
- 2006年、大衆禅道場を龍門寺に設立
- 2010年、臨済宗妙心寺派管長、全日本仏教会会長に就任

## 著作リスト
- 『独坐大雄峰』（春秋社、1981年）
- 『床の間の禅語』（禅文化研究所、1984年）
- 『白隠禅師坐禅和讃を読む』（佼成出版社、1989年）
- 『まあ、お茶でも飲んでゆきなされ』（春秋社、1993年）
- 『大いなるいのちのままに - 宗門安心章にならう』（海竜社、1994年）
- 『豊かな心を生きる』（春秋社、1997年）
- 『床の間の禅語　続』（禅文化研究所、1998年）
- 『不二の妙道を行く』（春秋社、2001年）
- 『親子でする坐禅と呼吸法』（佼成出版社、2005年）
- 『〈無常のいのち〉を生きる』（春秋社、2007年）
- 『禅力 - あなたを変える禅の名言』（海竜社、2007年）

### 監修
- 『臨済宗現代住職学講座』（国書刊行会、1995年）

### 共著
- 『祥福寺僧堂 - 雲水の修行と生活』（土田ヒロミ撮影、野木昭輔との共著、佼成出版社、1990年）
- 『太極の心 - 楊名時の志を継いで』（楊慧との共著、二玄社、2010年）
- 『覚悟の決め方 - 僧侶が伝える15の智慧』（南直哉・釈徹宗・田口弘願・小池龍之介との共著、扶桑社、2011年）